# قنات نو (مقاطعة فسا)
قنات نو (بالفارسية: قنات نو) هي قرية تقع في قسم صحرارود الريفي في إيران.